# D'Artagnan l'Intrépide
Pour les articles homonymes, voir D'Artagnan (homonymie).
D'Artagnan l'Intrépide est un album de Michel Polnareff sorti en 1974. Il s'agit de la bande originale du film d'animation du même titre réalisé par John Halas. 
La BO sera éditée sous 4 formats (deux 45 tours, EP et SP, et 2 LP).
Le deuxième LP sortira sous le titre Les Trois Mousquetaires en version illustrée.

## Liste des titres
| No  | Titre                         | Durée |
| --- | ----------------------------- | ----- |
| 1.  | Et Hop on va tout changer     | 02:10 |
| 2.  | La valse                      | 01:55 |
| 3.  | Moog                          | 02:05 |
| 4.  | Menuet de Buckingham          | 01:09 |
| 5.  | Thème des trois Mousquetaires | 01:10 |
| 6.  | Thème de Constance            | 01:00 |
| 7.  | Armée anglaise                | 00:23 |
| 8.  | Menuet du roi                 | 01:12 |
| 9.  | Thème du roi                  | 00:45 |
| 10. | Les méchants                  | 02:34 |
| 11. | Pour vivre en liberté         | 03:30 |
| 12. | Thème d'amour de Constance    | 02:00 |
| 13. | Cavalcade de D'Artagnan       | 02:10 |
| 14. | La chouette                   | 00:45 |
| 15. | La peur                       | 00:52 |
| 16. | Thème de D'Artagnan           | 01:16 |
| 17. | Lever du soleil               | 00:20 |
| 18. | Musique de la mer             | 00:22 |
| 19. | Thème de la reine             | 00:45 |
| 20. | La chevauchée et le combat    | 03:10 |